# Liczba ludności

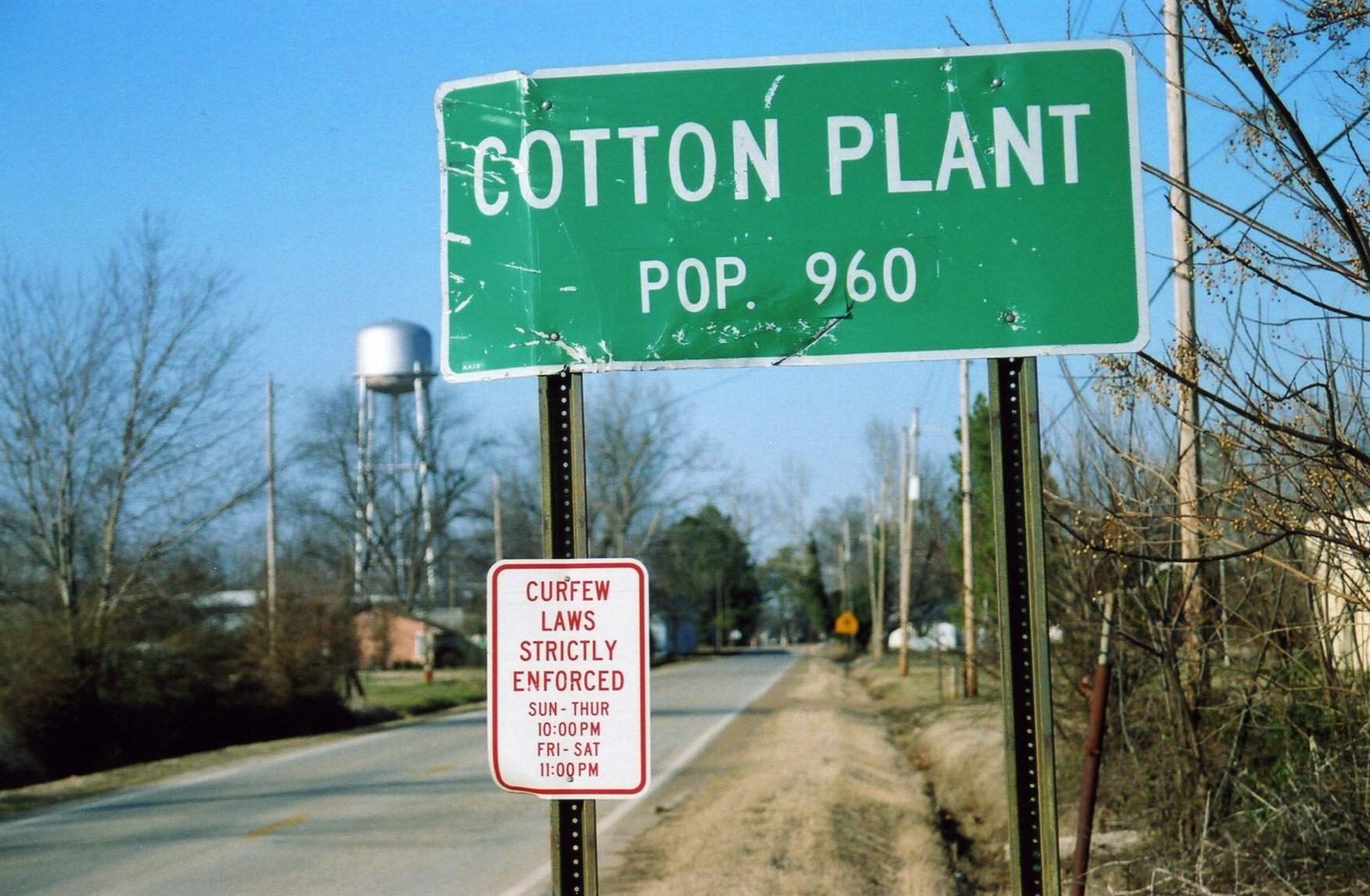
Amerykańska miejscowość, której liczba ludności wynosi 960 osób

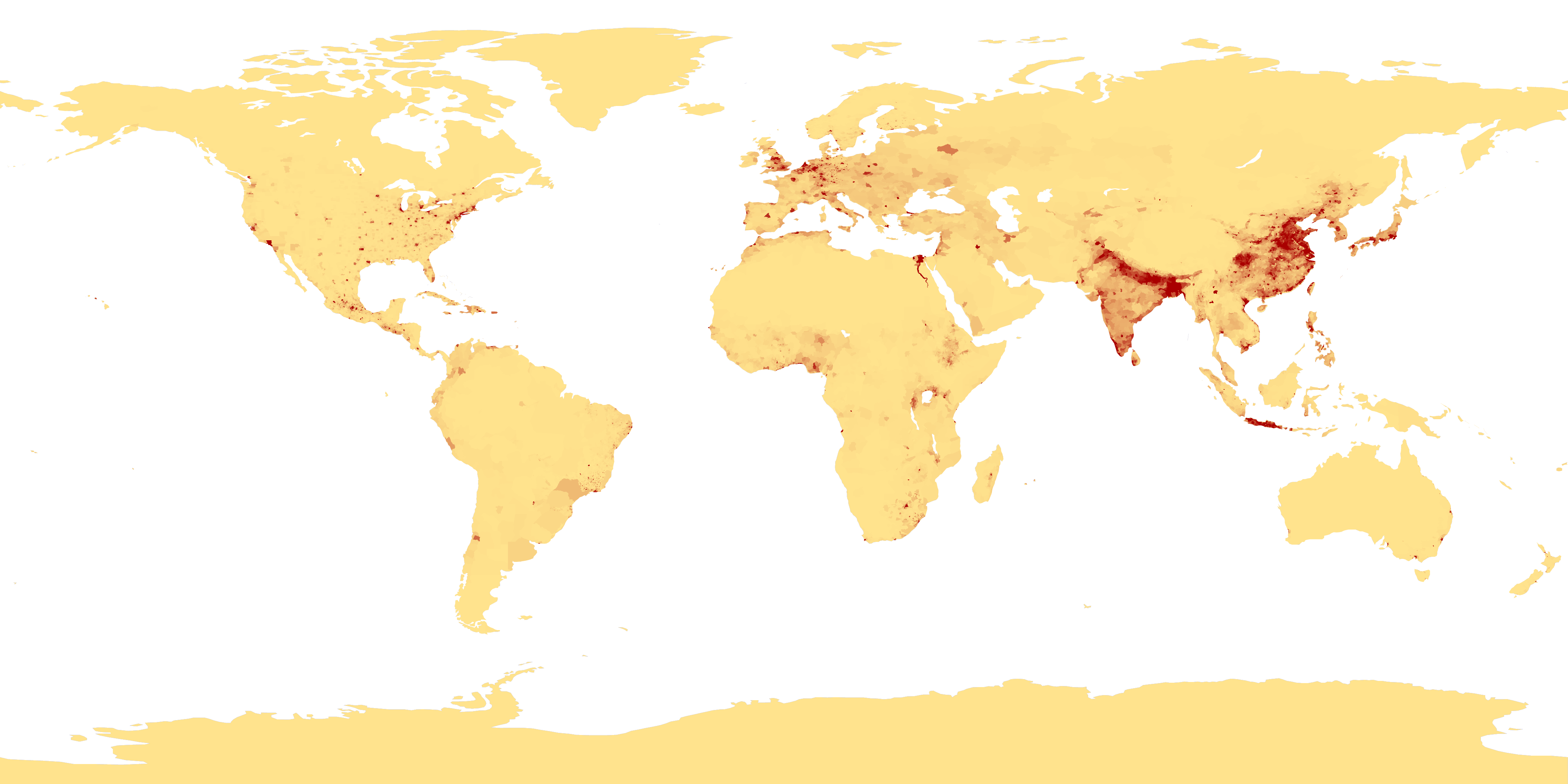
Rozkład liczby ludności świata

Liczba ludności – liczba osób zamieszkujących dany obszar (np. jednostkę osadniczą, jednostkę administracyjną, państwo, kontynent itp.) w danym czasie.
Podstawowym źródłem informacji o liczbie ludności na danym obszarze są spisy powszechne. Dla ich potrzeb wyróżnia się ludność:
- zamieszkałą (de iure) – tj. osoby stale przebywające w danym miejscu lub w nim zameldowane
- obecną (de facto) – tj. osoby zastane w danym miejscu, także gdy ich pobyt jest chwilowy.

Istotnym jest ustalenie liczby ludności w określonym wybranym momencie (np. stan na dzień 31 XII). Z oczywistych względów badanie spisowe nie może odbyć się jednocześnie na całym badanym terenie, dlatego pyta się o stan, który miał miejsce w określonym dniu.
W okresach międzyspisowych informacji o liczbie ludności dostarcza ewidencja bieżąca, prowadzona przez odpowiednie urzędy, lub oblicza się ją przy użyciu metod statystycznych i innych.
Liczba ludności zmienia się nie tylko w dłuższych okresach, ale i sezonowo (np. w okresie urlopów) czy dobowych (centra dużych miast, tzn. city, wyludniające się po godzinach pracy) – wiąże się to ze zjawiskiem migracji ludności.